# Province di São Tomé e Príncipe

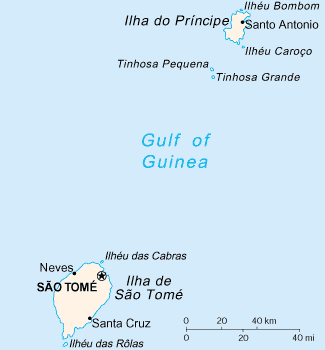
Mappa di São Tomé e Príncipe

Le province di São Tomé e Príncipe sono la suddivisione territoriale di primo livello del Paese; si tratta della provincia di São Tomé e della provincia di Príncipe.
La provincia di São Tomé comprende le seguenti isole:
- São Tomé;
- Ilhéu das Cabras;
- Ilhéu do Coco;
- Ilhéu São Miguel;
- Ilhéu Gabado;
- Ilhéu dos Cocos;
- Ilhéu Jalé;
- Ilhéu das Rolas.

La provincia di Príncipe include le seguenti isole:
- Príncipe;
- Ilheu Bom Bom;
- Ilhéu Caroço;
- Pedras Tinhosas;
- Tinhosa Grande;
- Tinhosa Pequena.

## Province
| Provincia             | Capoluogo     | Popolazione (2012) | Superficie (km2) |
| --------------------- | ------------- | ------------------ | ---------------- |
| Provincia di São Tomé | São Tomé      | 179 814            | 859              |
| Provincia di Príncipe | Santo António | 7 542              | 142              |